# Martí de Braga
Martí de Braga o de Dumium (Pannònia, Regne dels Ostrogots c. 520 - Braga, Regne dels sueus, c. 580) va ésser un teòleg i bisbe, una de les principals personalitats de l'Església visigòtica. És venerat com a sant per diverses confessions cristianes.

## Biografia
Hi ha poques fonts contemporànies sobre la seva vida. Va néixer a Pannònia, una regió assimilada a l'actual Hongria, vers els anys 510-520. Va anar a Palestina, on es va fer monjo i va aprendre grec. El monacat d'aquell temps era molt mòbil, i de Palestina va anar a Roma i a Galícia, regne dels sueus, amb alguns monjos que havia conegut al pelegrinatge. Hi arribà cap al 550.
Aquí va convertir el rei sueu i el seu poble, en part pagans i en part arrians, a l'ortodòxia catòlica. Durant el regnat de Carriaric (550-559) i el de Teodemar (559-570), els sueus van convertir-se, posant fi als conflictes que havien començat amb la conversió a l'arrianisme de Remismon (459-469). En 561, fou nomenat bisbe de Braga, i amb el suport del papa Pelagi I, va convocar, l'1 de maig de 561, el primer Concili de Braga, que va tenir lloc en 563. En aquest concili no va ésser necessari proclamar un anatema contra l'arrianisme, la qual cosa sembla significar que l'heretgia ja no tenia el mateix seguiment.
Ell mateix desitjava fer vida monàstica i va fundar el monestir de Dumium, a prop de Braga (actual Dume). Després en va fundar d'altres, dels quals no n'hi ha gaire notícies. Més endavant va ser creat bisbe de Dume, però la seva jurisdicció es va limitar a la familia servorum del monestir i potser també a la cort. Per a regular la vida del clergat, va compilar, traduir i ordenar una col·lecció de cànons dels sínodes dels antics pares orientals, però també de concilis espanyols i africans.
En algunes cartes seves exhortava a l'esmena de la vida, al fervor de la pregària, a la generositat en l'almoina i, sobretot, al culte de les virtuts i a la pietat. Gregori de Tours en lloà les virtuts i el seu senequisme, que influí la seva obra i la seva conducta.
Va morir el 20 de març de 579 i fou sebollit a la catedral de Dume. L'epitafi que s'hi posà diu:
Nascut a la Pannònia, travessant grans mars, empès per senyals divins envers el si de Galícia;
sagrat bisbe en aquesta església teva, oh Martí confessor, en ella instituí el culte i la celebració de la missa.
Havent-te seguit, oh patró, jo, el teu servent Martí, igual en nom però no en mèrit, reposo ara aquí en la pau de Crist.

## Obres
A De correctione rusticorum, exposa la dificultat de l'Església per implantar-se a l'oest de la península Ibèrica. Seneca de copia verborum (o Formula vitae honestae o De quattuor virtutibus), comentari a l'obra de Sèneca va ésser un text molt difós i traduït durant l'Edat mitjana. Amb De ira e De paupertate, també comenta o transcriu obres de Sèneca, contribuint a la difusió de les idees morals de l'autor llatí, com la dignitat de la vida i el valor de la virtut.
La seva gran obra va ésser el De iniversalibus et praedicabilibus, on proposa una solució al problema dels universals, plantejat per Porfiri, amb argumentacions de tipus lingüístic, poc habituals en aquell temps, i afirmant que els universals existeixen separadament de les coses, a la manera de les idees platòniques. Martí, però, arriba a refusar la seva primera tesi i postul·La que els universals no poden existir per si mateixos, encara que existeixen perquè senyalen objectes i realitats. Aquesta tesi porta un essencialisme lingüístic que ha atret alguns filòsofs moderns, que consideren que anticipa algunes teories de la filosofia analítica per resoldre qüestions ontològiques.

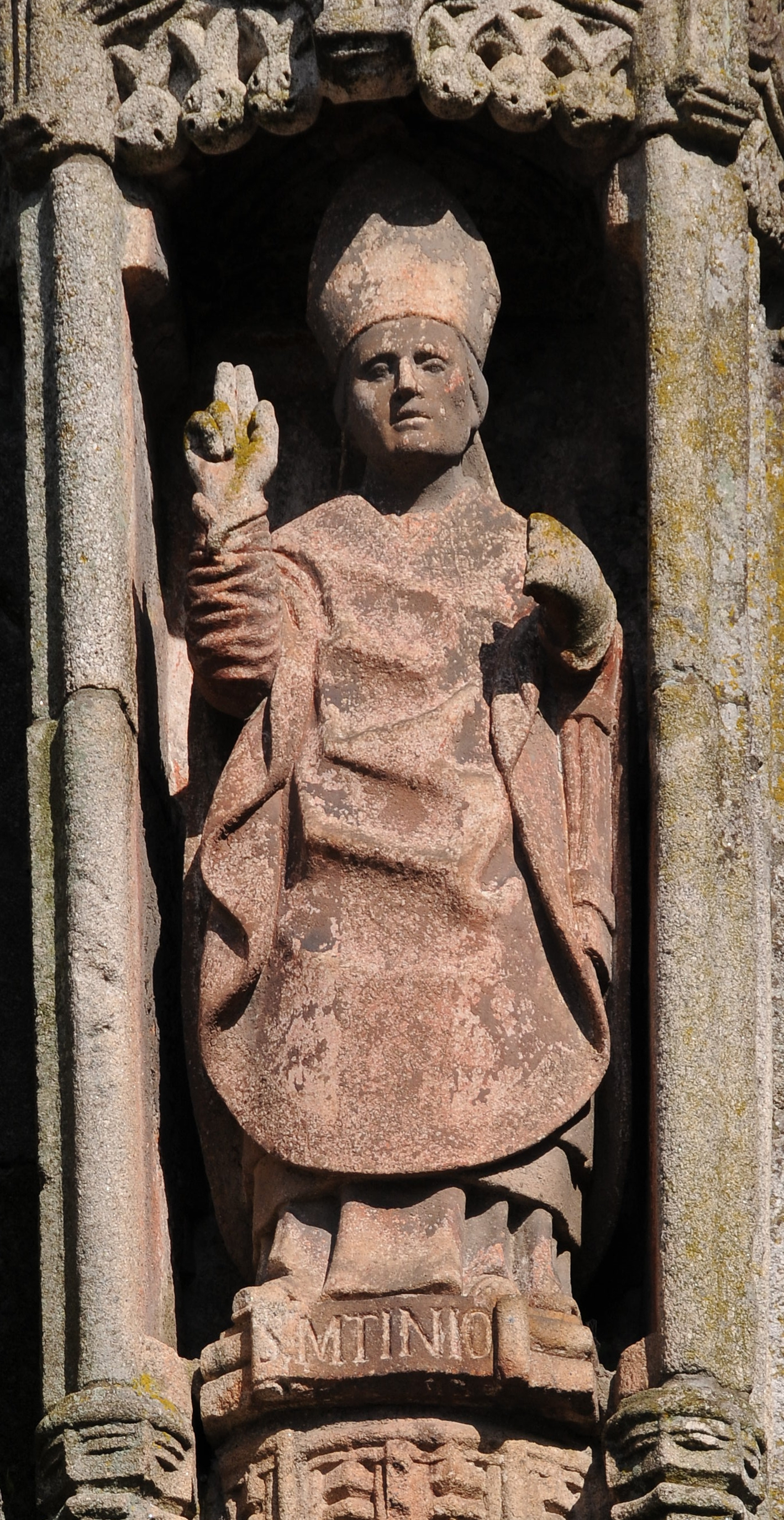
Escultura a la catedral de Braga
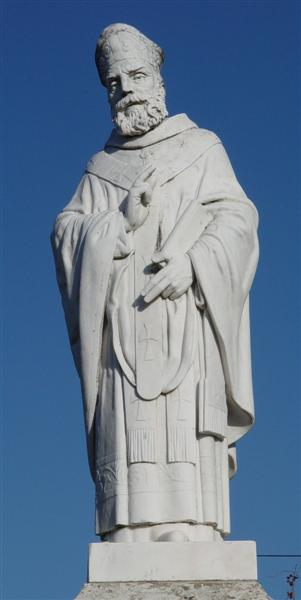
Escultura del bisbe a Braga, s. XX
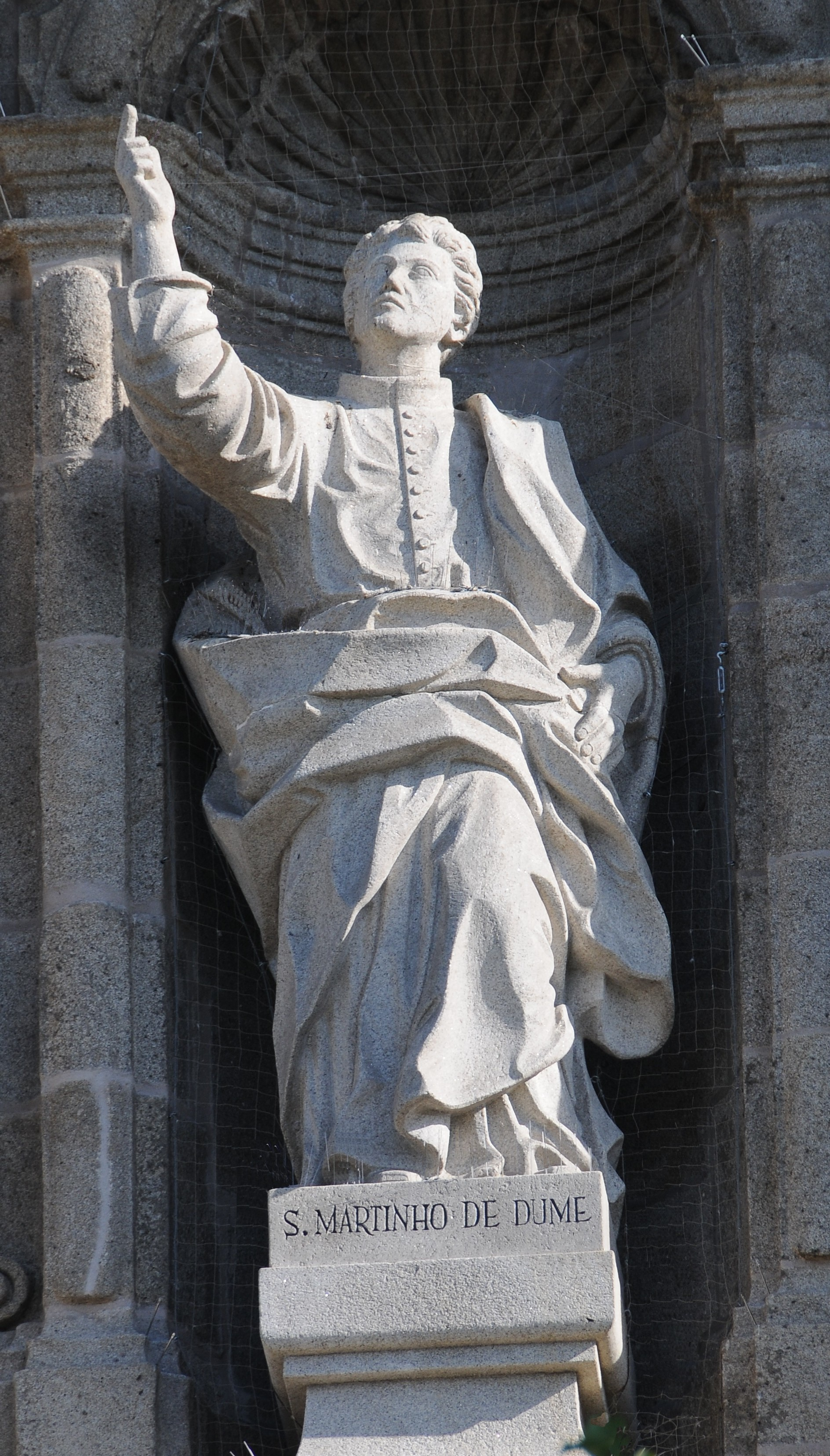
Escultura a l'església de Congregados (Braga)
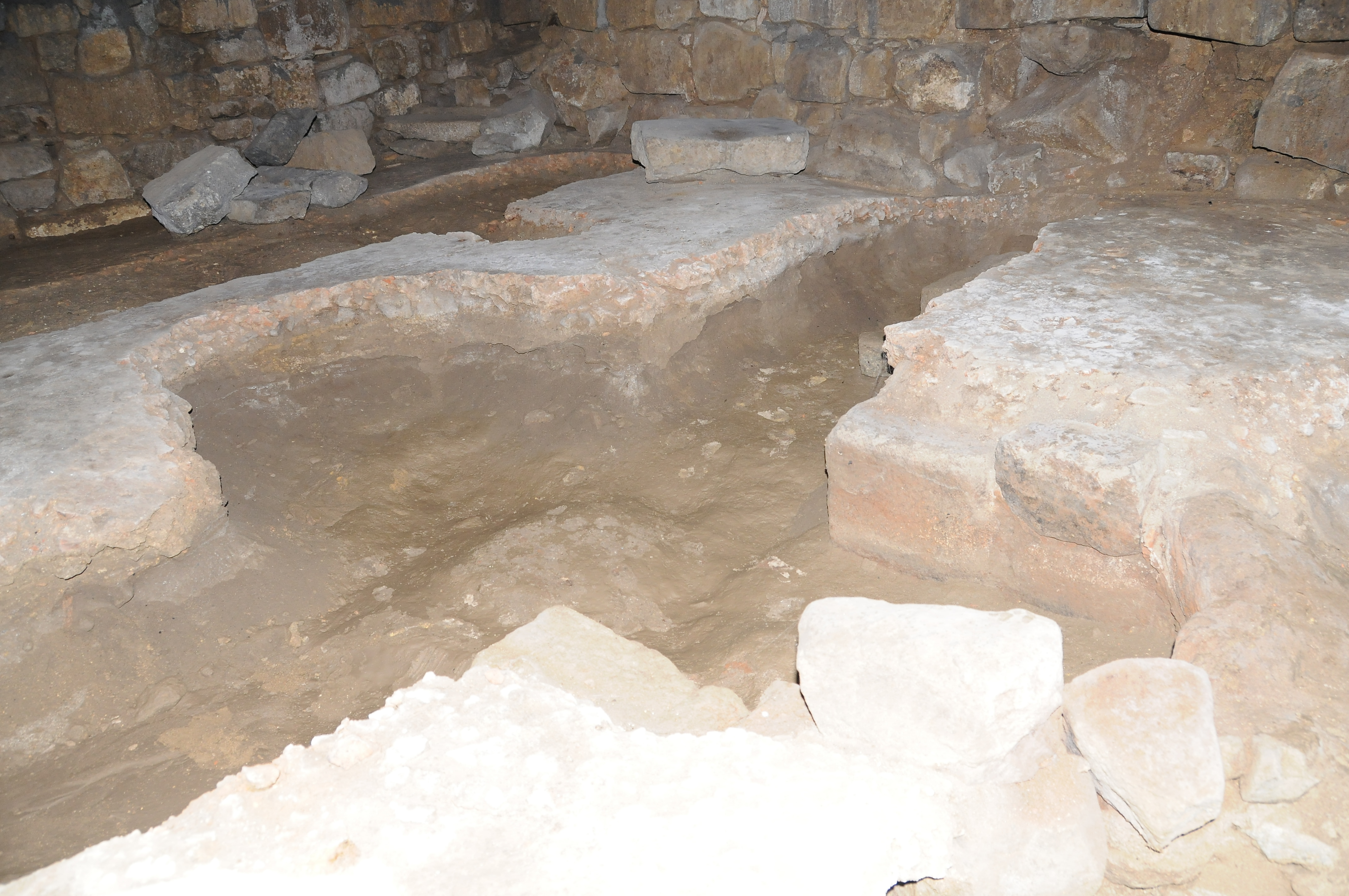
Antiga basílica de S. Martinho, a Dume
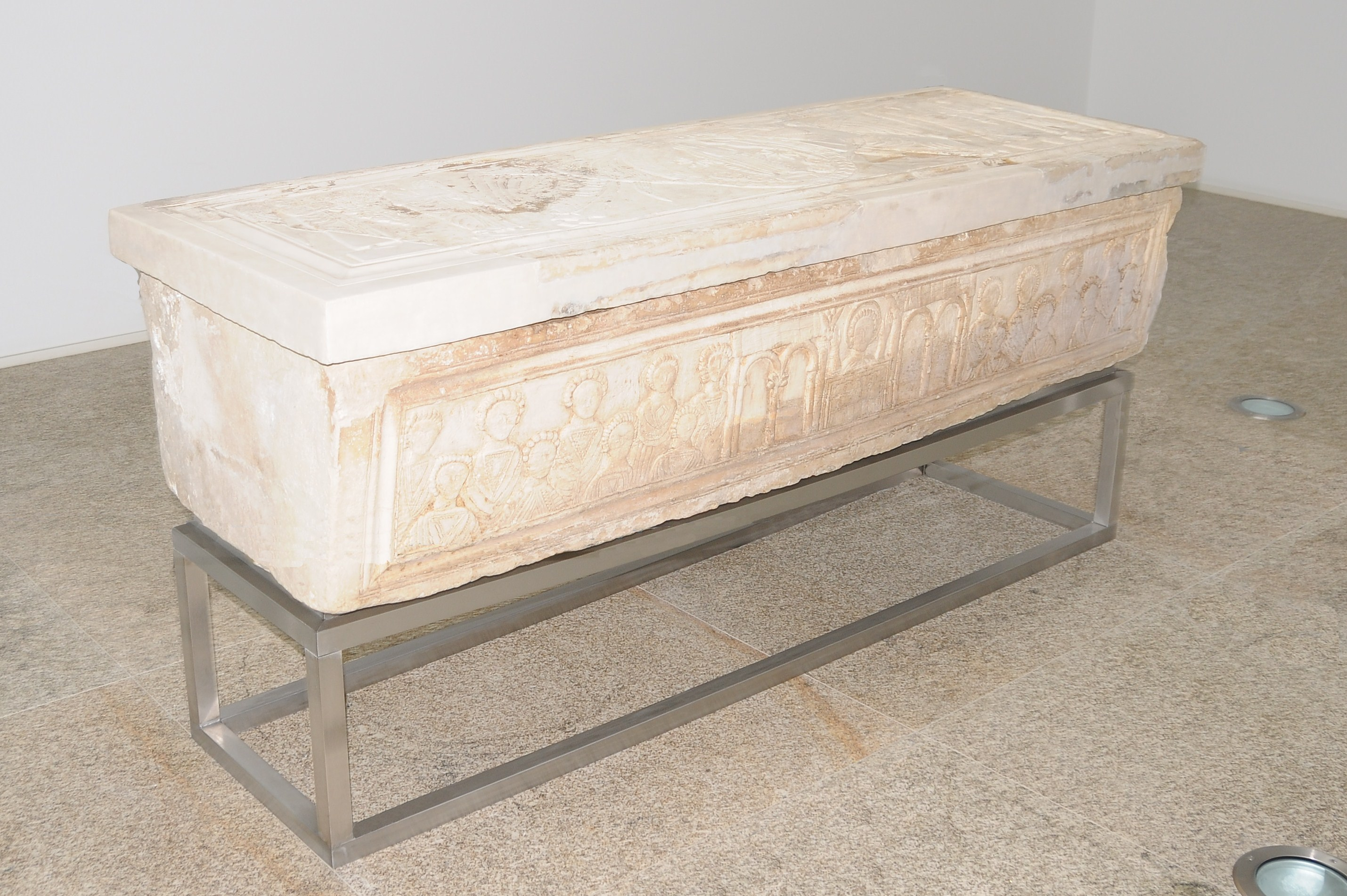
Sepulcre del sant bisbe, a Dume
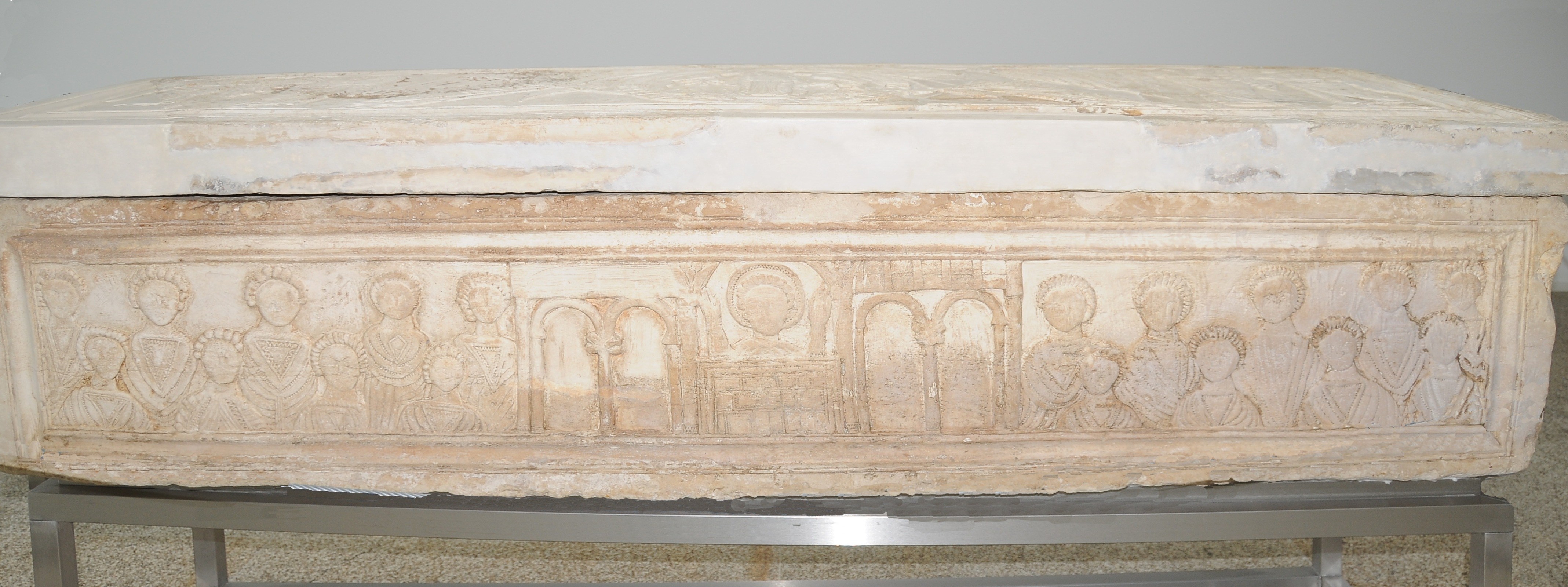
Sepulcre

### Catàleg d'obres
- Pro repellenda iactantia
- Item de superbia
- Exhortatio humilitatis
- Sententiae Patrum Aegyptiorum
- De ira
- De paupertate
- De correctione rusticorum
- Formula vitae honestae, o De quattuor virtutibus o Seneca de copia verborum
- De universalibus et praedicabilibus